# Trefkerk
De Trefkerk is een kerkgebouw in Oud-Appelscha in de Nederlandse provincie Friesland. Het gebouw is een gemeentelijk monument.

## Beschrijving
De kerk uit 1869, die gewijd was aan Nicolaas, brandde in 1903 af. Ter vervanging werd in 1903 een recht gesloten zaalkerk gebouwd naar plannen van P.J. Kramer. De kerk heeft sinds 2002 geen kerkfunctie meer, maar wordt gebruikt als atelier.
Op het kerkhof staat een in 1899 gerestaureerde vrijstaande klokkenstoel met schilddak. Erin hangt een klok (1435) van Johan van Bomen. De klokkenstoel is een rijksmonument.

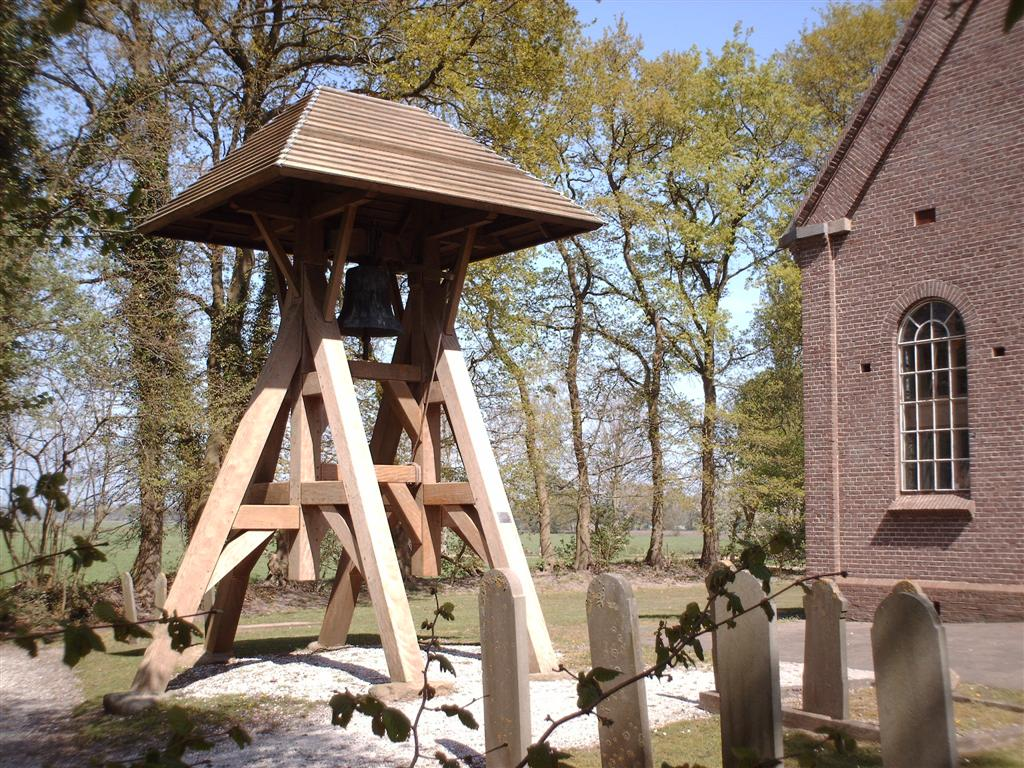
Klokkenstoel (2007